# 戶田站 (埼玉縣)
戶田站（日语：／ Toda eki */?）是一個位於埼玉縣戶田市大字新曾字柳原，屬於東日本旅客鐵道（JR東日本）的鐵路車站。車站編號是JA 19。
停靠此站的路線在軌道名稱上是東北本線（別線），運行系統上是埼京線。

## 車站構造
本站是一個高架車站，月台採島式1面2線設計。月台下一層是車站大堂，設有一個剪票口，剪票口外設有兩個出口（東口，西口）。此站的車站編號是朱紅色。

由於本站在早晚繁忙時間非常繁忙（尤其是早上），因此本站月台全日均有站員駐守，避免意外。

### 月台配置
| 月台 | 路線   | 方向 | 目的地                       |
| ---- | ------ | ---- | ---------------------------- |
| 1    | 埼京線 | 南行 | 池袋、新宿、大崎、臨海線方向 |
| 2    | 埼京線 | 北行 | 武藏浦和、大宮、川越方向     |

（來源：JR東日本:車站構內圖 （页面存档备份，存于））

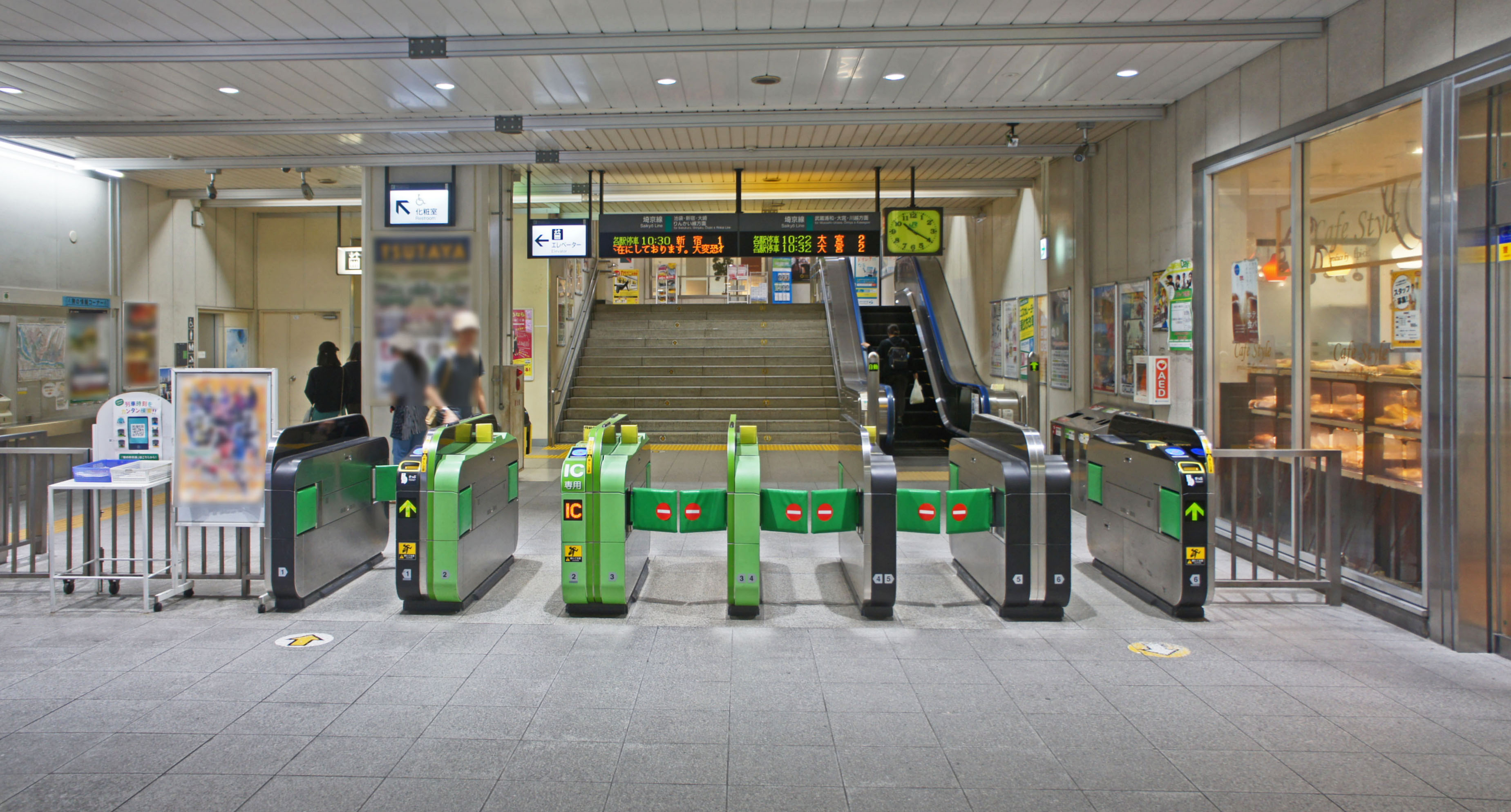
閘口（2019年9月）
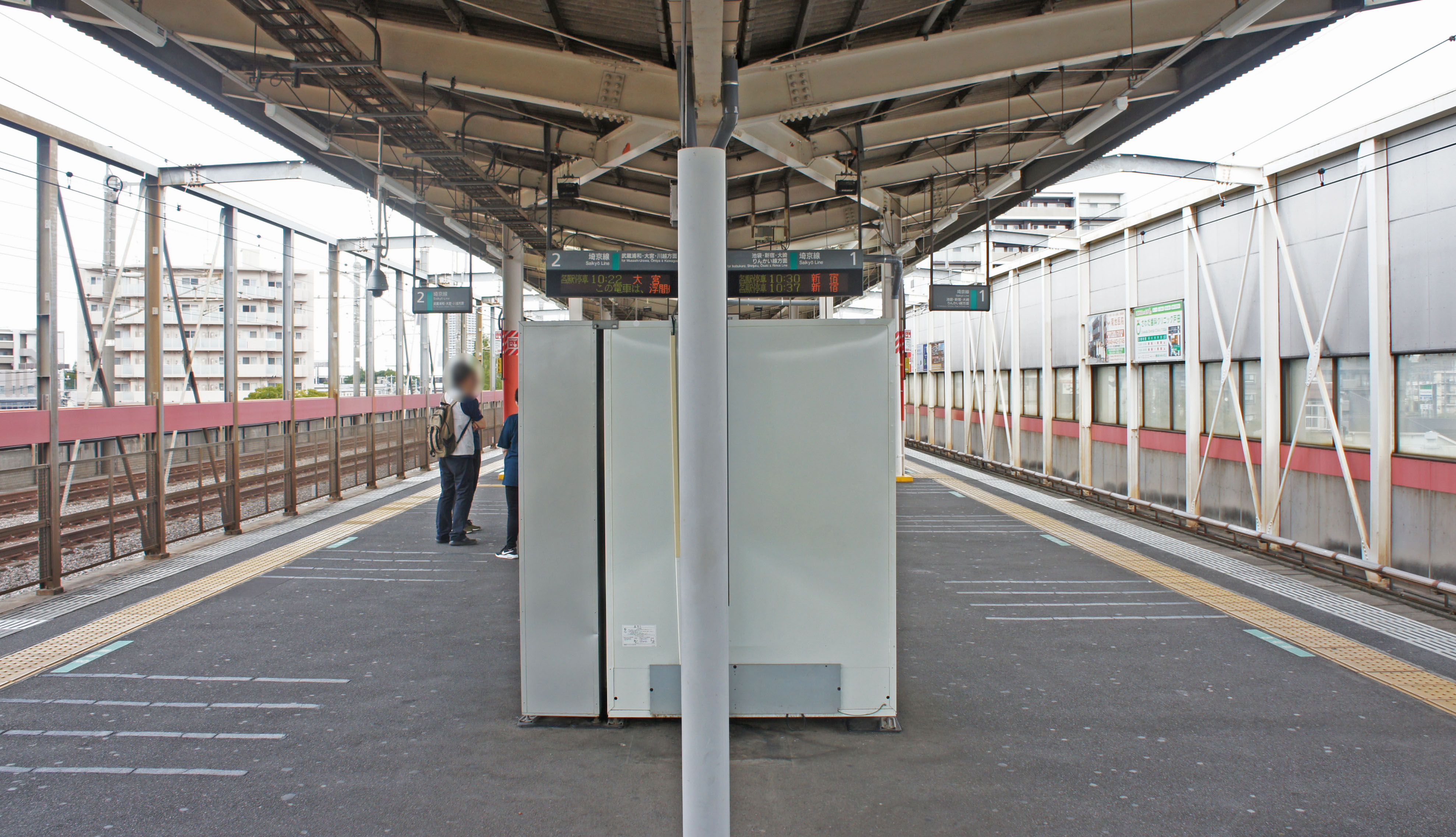
月台（2019年9月）

## 使用情況
2019年（令和元年）度1日平均上車人次為21,355人，JR東日本全體第194位，埼京線19個車站當中排行第14位。
近年的1日平均上車人次的推移如下表。
| 年度               | 1日平均上車人次 | 1日平均上車人次 | 1日平均上車人次 | 來源              |
| 年度               | 定期外          | 定期            | 合計            | 來源              |
| ------------------ | --------------- | --------------- | --------------- | ----------------- |
| 1985年（昭和60年） |                 |                 | 3,817           |                   |
| 1986年（昭和61年） |                 |                 | 6,076           |                   |
| 1987年（昭和62年） |                 |                 | 5,149           |                   |
| 1988年（昭和63年） |                 |                 | 9,390           |                   |
| 1989年（平成元年） |                 |                 | 10,384          |                   |
| 1990年（平成02年） |                 |                 | 11,094          |                   |
| 1991年（平成03年） |                 |                 | 11,832          |                   |
| 1992年（平成04年） |                 |                 | 12,275          |                   |
| 1993年（平成05年） |                 |                 | 12,257          |                   |
| 1994年（平成06年） |                 |                 | 12,726          |                   |
| 1995年（平成07年） |                 |                 | 13,464          |                   |
| 1996年（平成08年） |                 |                 | 14,155          |                   |
| 1997年（平成09年） | 3,576           | 10,891          | 14,467          |                   |
| 1998年（平成10年） | 3,638           | 10,723          | 14,361          |                   |
| 1999年（平成11年） | 3,706           | 10,527          | 14,233          | [ 埼玉県統計 1 ]  |
| 2000年（平成12年） | 3,726           | 10,510          | 14,236          | [ 埼玉県統計 2 ]  |
| 2001年（平成13年） | 3,795           | 10,505          | 14,300          | [ 埼玉県統計 3 ]  |
| 2002年（平成14年） | 3,902           | 10,686          | 14,589          | [ 埼玉県統計 4 ]  |
| 2003年（平成15年） | 4,160           | 10,998          | 15,158          | [ 埼玉県統計 5 ]  |
| 2004年（平成16年） | 4,240           | 11,178          | 15,418          | [ 埼玉県統計 6 ]  |
| 2005年（平成17年） | 4,313           | 11,433          | 15,746          | [ 埼玉県統計 7 ]  |
| 2006年（平成18年） | 4,407           | 11,662          | 16,069          | [ 埼玉県統計 8 ]  |
| 2007年（平成19年） | 4,487           | 11,792          | 16,279          | [ 埼玉県統計 9 ]  |
| 2008年（平成20年） | 4,417           | 11,840          | 16,257          | [ 埼玉県統計 10 ] |
| 2009年（平成21年） | 4,380           | 11,844          | 16,225          | [ 埼玉県統計 11 ] |
| 2010年（平成22年） | 4,360           | 12,451          | 16,811          | [ 埼玉県統計 12 ] |
| 2011年（平成23年） | 4,439           | 12,545          | 16,985          | [ 埼玉県統計 13 ] |
| 2012年（平成24年） | 4,645           | 12,728          | 17,373          | [ 埼玉県統計 14 ] |
| 2013年（平成25年） | 4,837           | 13,146          | 17,984          | [ 埼玉県統計 15 ] |
| 2014年（平成26年） | 4,895           | 13,150          | 18,046          | [ 埼玉県統計 16 ] |
| 2015年（平成27年） | 5,081           | 13,731          | 18,813          | [ 埼玉県統計 17 ] |
| 2016年（平成28年） | 5,287           | 14,102          | 19,389          | [ 埼玉県統計 18 ] |
| 2017年（平成29年） | 5,527           | 14,638          | 20,166          | [ 埼玉県統計 19 ] |
| 2018年（平成30年） | 5,735           | 15,176          | 20,911          | [ 埼玉県統計 20 ] |
| 2019年（令和元年） | 5,651           | 15,704          | 21,355          |                   |

備註
1. ↑  1985年9月30日開業。開業日から翌年3月31日までの計183日間を集計したデータ。

## 付記
JR集團內還有同名的山陽本線「戶田站」，為了在乘車券面上區別兩者，記載此站時將冠以意味著所屬路線東北本線的字樣「（北）戶田」。

## 相鄰車站
東日本旅客鐵道
 埼京線
■通勤快速、■快速
通過
■各站停車
戶田公園（JA 18）－戶田（JA 19）－北戶田（JA 20）

### 使用情況
JR1日平均使用人數
JR東日本2000年度以後上車人次
1. ↑  各駅の乗車人員（2000年度） （页面存档备份，存于） - JR東日本
2. ↑  各駅の乗車人員（2001年度） （页面存档备份，存于） - JR東日本
3. ↑  各駅の乗車人員（2002年度） （页面存档备份，存于） - JR東日本
4. ↑  各駅の乗車人員（2003年度） （页面存档备份，存于） - JR東日本
5. ↑  各駅の乗車人員（2004年度） （页面存档备份，存于） - JR東日本
6. ↑  各駅の乗車人員（2005年度） （页面存档备份，存于） - JR東日本
7. ↑  各駅の乗車人員（2006年度） （页面存档备份，存于） - JR東日本
8. ↑  各駅の乗車人員（2007年度） （页面存档备份，存于） - JR東日本
9. ↑  各駅の乗車人員（2008年度） （页面存档备份，存于） - JR東日本
10. ↑  各駅の乗車人員（2009年度） （页面存档备份，存于） - JR東日本
11. ↑  各駅の乗車人員（2010年度） （页面存档备份，存于） - JR東日本
12. ↑  各駅の乗車人員（2011年度） （页面存档备份，存于） - JR東日本
13. 1 2 3  各駅の乗車人員（2012年度） （页面存档备份，存于） - JR東日本
14. 1 2 3  各駅の乗車人員（2013年度） （页面存档备份，存于） - JR東日本
15. 1 2 3  各駅の乗車人員（2014年度） （页面存档备份，存于） - JR東日本
16. 1 2 3  各駅の乗車人員（2015年度） （页面存档备份，存于） - JR東日本
17. 1 2 3  各駅の乗車人員（2016年度） （页面存档备份，存于） - JR東日本
18. 1 2 3  各駅の乗車人員（2017年度） （页面存档备份，存于） - JR東日本
19. 1 2 3  各駅の乗車人員（2018年度） （页面存档备份，存于） - JR東日本
20. 1 2 3  各駅の乗車人員（2019年度） （页面存档备份，存于） - JR東日本

JR統計資料
1. ↑  埼玉県統計年鑑 （页面存档备份，存于） - 埼玉県
2. ↑  統計とだ （页面存档备份，存于） - 戸田市

埼玉縣統計年鑑
1. ↑  .   [2020-07-29]. （原始内容存档于2020-02-02）.
2. ↑  .   [2020-07-29]. （原始内容存档于2020-02-02）.
3. ↑  .   [2020-07-29]. （原始内容存档于2020-02-02）.
4. ↑  .   [2020-07-29]. （原始内容存档于2020-02-02）.
5. ↑  .   [2020-07-29]. （原始内容存档于2020-02-02）.
6. ↑  .   [2020-07-29]. （原始内容存档于2020-02-02）.
7. ↑  .   [2020-07-29]. （原始内容存档于2020-02-02）.
8. ↑  .   [2020-07-29]. （原始内容存档于2020-02-02）.
9. ↑  .   [2020-07-29]. （原始内容存档于2020-02-02）.
10. ↑  .   [2020-07-29]. （原始内容存档于2020-02-02）.
11. ↑  .   [2020-07-29]. （原始内容存档于2020-02-02）.
12. ↑  .   [2020-07-29]. （原始内容存档于2020-02-02）.
13. ↑  .   [2020-07-29]. （原始内容存档于2020-02-02）.
14. ↑  .   [2020-07-29]. （原始内容存档于2020-02-02）.
15. ↑  .   [2020-07-29]. （原始内容存档于2020-02-02）.
16. ↑  .   [2020-07-29]. （原始内容存档于2020-02-02）.
17. ↑  .   [2020-07-29]. （原始内容存档于2020-02-02）.
18. ↑  .   [2020-07-29]. （原始内容存档于2020-02-02）.
19. ↑  .   [2020-07-29]. （原始内容存档于2020-02-02）.
20. ↑  .   [2020-07-29]. （原始内容存档于2020-03-18）.

## 外部連結
- 車站資訊（戶田）：東日本旅客鐵道

35°49′3.5076″N 139°40′10.5492″E / 35.817641000°N 139.669597000°E